# Trwaj chwilo, trwaj
Trwaj chwilo, trwaj – wydany w 2009 roku pierwszy singel z płyty Zbieram siebie Elżbiety Adamiak, z gościnnym występem Adama Nowaka.

## Pozycje na listach przebojów
| Lp3 | LPMN | SLiP |
| --- | ---- | ---- |
| 5   | 1    | -    |